# HD 40307 f
HD 40307 f是一顆位於繪架座的太陽系外行星，母恆星是 HD 40307，距離地球約42光年。

## 發現
該行星是英國赫特福德大學的天文學家米科·圖米（Mikko Tuomi）和德國哥廷根大學的天文學家古勒姆·安格拉达-伊斯库德（Guillem Anglada-Escude）帶領的團隊以歐洲南方天文台的高精度徑向速度行星搜索器發現。

## 行星性質
該行星是從母恆星算起第五顆恆星，距離母恆星0.25天文單位（低於水星距離太陽的0.39天文單位），並且軌道離心率可忽略。
HD 40307 f 的質量下限是地球的5.2倍，而動力學模型也指出它的質量不可能更高（因此該量測值相當接近邊界值），被認為是超級地球。
即使 HD 40307 f 和母恆星距離低於水星和太陽的距離，它從母恆星接收的照射量仍稍低於水星的照射量，因為母恆星光度較太陽低。不過它接收到的熱量仍高於金星（類似格利泽581c），並且它的重力位高於金星，因此 HD 40307 f 更可能是「超級金星」，而非超級地球。
另外這個系統中的行星 b、c 和 d 被認為是從距離母恆星較遠處向內遷移了，而行星 b 被認為是質量和體積低於海王星的「次海王星」。因此 HD 40307 f 可能形成於距離母恆星較遠處。目前仍無法得知該行星是次海王星或者是超級金星。

## 外部連結
- . Exoplanets.   [2012-12-04]. （原始内容存档于2013-01-07）.